# Lista de vereadores de Euclides da Cunha da 16.ª legislatura
Esta é a lista de vereadores de Euclides da Cunha para a legislatura 2009–2012.

## Vereadores
Estes são os vereadores eleitos nas eleições de 5 de outubro de 2008. Das dez vagas em disputa, o placar foi de quatro para o DEM, três para o PMDB, um para o PTB, um para o PRB e um para o PCdoB.
|    | Nome                                                                          | Partido                                            | Votos | %    | Observações |
| -- | ----------------------------------------------------------------------------- | -------------------------------------------------- | ----- | ---- | ----------- |
| 1  | Romilda Lisboa Costa (2009-2010) (Itiúba, 18.04.1945–)                        | Democratas (DEM)                                   | 1.836 | 6,33 |             |
| 2  | Dr. Luciano Pinheiro Damasceno e Santos (Salvador, 01.07.1983–)               | Partido do Movimento Democrático Brasileiro (PMDB) | 1.801 | 6,21 |             |
| 3  | Ireno Barreto Miranda (Euclides da Cunha, 05.05.1965–)                        | Democratas (DEM)                                   | 1.667 | 5,75 |             |
| 4  | José Milton de Abreu, Zé de Fulgêncio (Uauá, 12.09.1948–)                     | Partido do Movimento Democrático Brasileiro (PMDB) | 1.649 | 5,68 |             |
| 5  | Josefa Maria da Costa e Bastos, Zefinha Bastos (Uauá, 06.02.1950–)            | Partido Trabalhista Brasileiro (PTB)               | 1.608 | 5,54 |             |
| 6  | Hilton de Abreu Celestino, Durão (Euclides da Cunha, 09.08.1950–)             | Democratas (DEM)                                   | 1.160 | 4,00 |             |
| 7  | Julles Breno Santos da Silva (Euclides da Cunha, 06.02.1979–)                 | Democratas (DEM)                                   | 1.154 | 3,98 |             |
| 8  | Alírio Pereira da Silva (Euclides da Cunha, 17.08.1961–14.02.2016)            | Partido Republicano Brasileiro (PRB)               | 1.076 | 3,71 |             |
| 9  | Francisco Assis de Melo, Diassis (2011-2012) (Euclides da Cunha, 17.04.1951–) | Partido do Movimento Democrático Brasileiro (PMDB) | 779   | 2,69 |             |
| 10 | Professor Cláudio Pereira Lima (Euclides da Cunha, 09.11.1975–)               | Partido Comunista do Brasil (PCdoB)                | 701   | 2,42 |             |

## Legenda
| Cor  | Significado          |
| Bege | Presidente da Câmara |
| Azul | Suplente             |

## Composição das bancadas
| Partido | Líder           | Bancada | Posição  |
| ------- | --------------- | ------- | -------- |
| DEM     |                 | 4 / 10  | Governo  |
| PMDB    | Zé de Fulgêncio | 3 / 10  | Oposição |
| PTB     | Zefinha Bastos  | 1 / 10  | Governo  |
| PRB     | Alírio Pereira  | 1 / 10  | Governo  |
| PCdoB   | Cláudio Lima    | 1 / 10  | Oposição |

| Bloco    | Líder       | Bancada |
| -------- | ----------- | ------- |
| Governo  |             | 6 / 10  |
| Oposição | Dr. Luciano | 4 / 10  |

## Mesa Diretora
| Mesa Diretora (2011-2012)    |                       |                        |         |                           |
| Nome                         | Início do mandato     | Fim do mandato         | Partido | Cargo                     |
| Francisco Assis de Melo      | 1º de janeiro de 2011 | 31 de dezembro de 2012 | PMDB    | Presidente da Câmara      |
| Josefa Maria da Costa Bastos | 1º de janeiro de 2011 | 31 de dezembro de 2012 | PTB     | Vice-presidente da Câmara |
| Julles Breno Santos da Silva | 1º de janeiro de 2011 | 31 de dezembro de 2012 | DEM     | 1º Secretário             |
| Hilton de Abreu Celestino    | 1º de janeiro de 2011 | 31 de dezembro de 2012 | DEM     | 2º Secretário             |